# Werauhia comata
Werauhia comata là một loài thuộc chi Werauhia. Đây là loài bản địa của Costa Rica.